# Камбоджа на пляжных Азиатских играх 2012
На 3-х Азиатских пляжных играх, проходивших 12—22 июня 2012 года в Хайяне (Китай), Камбоджу представляли четыре спортсмена, соревновавшихся в пляжном волейболе. По итогам Игр сборная Камбоджи не смогла завоевать медали.

## Пляжный волейбол
Мужчины
| Спортсмены                 | Отборочный раунд                                  | Отборочный раунд | 1/8 финала | 1/4 финала | 1/2 финала | Финал     |
| Спортсмены                 | Результаты                                        | Место            | 1/8 финала | 1/4 финала | 1/2 финала | Финал     |
| -------------------------- | ------------------------------------------------- | ---------------- | ---------- | ---------- | ---------- | --------- |
| Моеурнг Ратха Пхат Сопхеак | Дмитрий Яковлев, Алексей Кулешов 0-2 15-21, 18-21 | Группа F 3       | не прошли  | не прошли  | не прошли  | не прошли |
| Моеурнг Ратха Пхат Сопхеак | Мохан Путхатхан, Джон Прадип 0-2 14-21, 17-21     | Группа F 3       | не прошли  | не прошли  | не прошли  | не прошли |
| Таинг Менгхеак Лим Самат   | Адиб Махфуд, Ассар Мохаммед 0-2 19-21, 17-21      | Группа J 3       | не прошли  | не прошли  | не прошли  | не прошли |
| Таинг Менгхеак Лим Самат   | Тирапат Поллуянг, Панупонг Тоям 0-2 10-21, 13-21  | Группа J 3       | не прошли  | не прошли  | не прошли  | не прошли |